# La Bamba (Album)
La Bamba ist der Soundtrack zum gleichnamigen Film von Luis Valdez aus dem Jahr 1987 über die kurze Karriere des Rock-’n’-Roll-Sängers Ritchie Valens. Die Mehrzahl der Stücke wurden von der amerikanischen Band Los Lobos eingespielt. Das Album erreichte die Spitzenposition der amerikanischen Charts.

## Musikstil
Da das Album der Soundtrack zu einem biografischen Film über den Rock-’n’-Roll-Sängers Ritchie Valens ist, ist die Songauswahl im Rock ’n’ Roll der 1950er Jahre verhaftet. Weitere stilistische Einordnungen wie Tex-Mex oder Latin sind ebenfalls der Hauptfigur des Films geschuldet, der aus der kalifornischen Chicano-Community entstammte.

## Entstehungsgeschichte
Los Lobos hatten bereits zwei von der Kritik gelobte, aber wenig erfolgreiche Alben veröffentlicht, als sie für die Aufnahme des Soundtracks unter Vertrag genommen wurden. Acht der zwölf Songs wurden von Los Lobos eingespielt. Dazu kamen Titel von Howard Huntsbury, Marshall Crenshaw, Brian Setzer und Bo Diddley. Weitere Songs, die im Film vorkamen, aber nicht Eingang auf den Soundtrack fanden, waren Rip It Up, Oh Boy, The Paddi Wack Song, Sleepwalk, Pajaro Loco, Abuelitos Cortos, Ready Teddy, I Got a Gal Named Sue (That’s My Little Suzie), Don’t You Just Know It, For Your Precious Love, Bakersfield Shuffle, Blue Tango, Cancion Mixteca, Armida, Corrido del Compadre, Chantilly Lace, Betty Jean, Tweedlee Dee, Smoke Gets in Your Eyes und Over the Mountain, Across the Sea.

## Titelliste
1. Los Lobos: La Bamba (Traditional, Arrangement: Ritchie Valens) – 2:54
2. Los Lobos: Come On, Let’s Go! (Ritchie Valens) – 1:58
3. Los Lobos: Ooh! My Head (Ritchie Valens) – 1:43
4. Los Lobos: We Belong Together (Hy Weiss, Robert Carr, Johnny Mitchell) – 1:58
5. Los Lobos: Framed (Jerry Leiber, Mike Stoller) – 2:33
6. Los Lobos: Donna (Ritchie Valens) – 2:19
7. Howard Huntsberry: Lonely Teardrops (Berry Gordy, Tyran Carlo, Gwen Gordy) – 3:27
8. Marshall Crenshaw: Crying Waiting Hoping (Garry Tallent, Marshall Crenshaw) – 2:20
9. Brian Setzer: Summertime Blues (Eddie Cochran, Jerry Capehart) – 2:40
10. Bo Diddley: Who Do You Love (Bo Diddley) – 3:00
11. Los Lobos: Charlena (Manuel Chavez, Herman Chaney) – 2:45
12. Los Lobos: Goodnight My Love (George Motola, John Marascalco) – 3:16

## Veröffentlichungen und Charterfolge
Der Soundtrack erschien 1987 im Zuge des Kinostarts des Films bei Slash Records und Warner Bros. Mehrere Wiederveröffentlichungen folgten, darunter die Ausgaben für den britischen Markt auf London Records. Das Album erreichte Platz eins der amerikanischen Billboard-200-Charts und verkaufte sich über zwei Millionen Mal. Das Album war der größte Erfolg der Band Los Lobos, weitere Platten wurden zwar gelobt, verkauften sich aber bescheiden.